# Свет во тьме (фильм)
«Свет во тьме» (англ. Shining Through) — художественный фильм по одноименному роману Сьюзан Айзекс.

## Сюжет
Действие фильма разворачивается во время Второй мировой войны. Одна юная, смелая и умная девушка вскоре обнаруживает, что её начальник — шпион. Она любит фильмы о Германии, о войне и шпионах, знает немецкий, поэтому активно включается в игру своего начальника. Их роман зарождается на фоне предчувствия неизбежности новой войны, и им обоим предстоит в ней участвовать.

## В ролях
- Майкл Дуглас — Эд Лиланд
- Мелани Гриффит — Линда Восс
- Джон Гилгуд — Конрад Фриндрихс
- Джоэли Ричардсон — Маргрит фон Эберштейн
- Лиам Нисон — Франц Отто Дитрих
- Виктория Шале — дочь Дитриха

## Оценки
Фильм изобилует массой ошибок, нелепостей и неточностей и демонстрирует откровенный непрофессионализм его создателей. В 1993 году фильм получил «Золотые малины» в трех номинациях: «Худший фильм», «Худший режиссёр» (Дэвид Зельцер), «Худшая актриса» (Мелани Гриффит). Майкл Дуглас также номинировался как худший актёр, а фильм также номинировался за худший сценарий.